# Frank Buchholz (Biologe)
Frank Buchholz (* 13. Februar 1966 in Bremen) ist ein deutscher Molekularbiologe.

## Leben
Buchholz studierte ab 1987 Biologie an der Universität Göttingen, wo er 1993 sein Diplom bei Michael G. Rosenfeld und Hans J. Fritz erhielt (Identifizierung, Klonierung und Charakterisierung des gewebespezifisch exprimierten Gens zip I der Ratte). Danach war er 1993 an der University of California, San Diego, und ab 1994 am European Molecular Biology Laboratory (EMBL) in Heidelberg, wo er 1997 bei A. Francis Stewart promoviert wurde (Investigation and development of site specific recombinases for advanced genomic engineering). Als Post-Doktorand war er am EMBL im Genexpressionsprogramm, wo er Rekombinasen mit der Methode der Gerichteten Evolution entwickelte, und 1998 bis 2001 an der University of California, San Francisco, bei J. Michael Bishop. Dort befasste er sich mit gentechnisch induzierter Leukämie im Mausmodell. Seit 2002 ist er Gruppenleiter am Max-Planck-Institut für molekulare Zellbiologie und Genetik (MPI-CBG) in Dresden auf dem Forschungsgebiet Programmierung und Reprogrammierung von Säugetierzellen in vivo und in vitro mit dem Ziel die Funktionen der verschiedenen Gene in Säugetierzellen zu entschlüsseln (funktionale Genomik). Seit 2010 ist er Professor für Medizinische Systembiologie am Universitätsklinikum Dresden. 2016 wurde er in die European Molecular Biology Organization gewählt.
Mit Joachim Hauber und Ilona Hauber vom Heinrich-Pette-Institut für Experimentelle Virologie und Immunologie in Hamburg und mit Indrani Sarkar vom MPI-CBG gelang ihm 2007 ein weithin beachteter Durchbruch in der Aidsforschung – ihnen gelang die gezielte Entfernung der Virus-DNA aus Wirtszellen in vitro mit Hilfe von dafür mit Methoden der gezielten Evolution hergestellter Rekombinasen.
Mit seiner Gruppe entwickelte er eine Methode, mit Endoribonuklease siRNA in großen Mengen kostengünstig herzustellen. Dabei handelt es sich um kleine, „maßgeschneiderte“ RNA-Moleküle, mit denen die Genexpression in Zellen gezielt ausgeschaltet werden kann. Das Verfahren wurde von ihnen esiRNA genannt und für die kommerzielle Verwertung 2010 in Dresden die Firma Eupheria Biotech gegründet. Das Verfahren wird von seiner Gruppe für das Screening der Genexpression von Zellen verwendet.